# Tonga ai Giochi della XXXII Olimpiade
Tonga ha partecipato ai Giochi della XXXII Olimpiade, che si sono svolti a Tokyo, Giappone, dal 23 luglio all'8 agosto 2021 (inizialmente previsti dal 24 luglio al 9 agosto 2020 ma posticipati per la pandemia di COVID-19) con sei atleti, tre uomini e tre donne.
Si è trattato della decima partecipazione di questo paese ai Giochi estivi.

## Delegazione
| Sport             | Uomini | Donne | Totale |
| ----------------- | ------ | ----- | ------ |
| Atletica leggera  | 1      | 0     | 1      |
| Nuoto             | 1      | 1     | 2      |
| Sollevamento pesi | 0      | 1     | 1      |
| Taekwondo         | 1      | 1     | 2      |
| Totale            | 3      | 3     | 6      |

## Atletica leggera
| Q | Qualificato al turno successivo per la posizione in qualificazione                                                           |
| q | Qualificato per il turno successivo per ripescaggio o, negli eventi su campo, conquistando la misura minima per qualificarsi |

Maschile
Eventi su pista e strada
| Atleta          | Evento      | Preliminari | Preliminari | Batteria        | Batteria        | Semifinale      | Semifinale      | Finale          | Finale          |
| Atleta          | Evento      | Risultato   | Posizione   | Risultato       | Posizione       | Risultato       | Posizione       | Risultato       | Posizione       |
| --------------- | ----------- | ----------- | ----------- | --------------- | --------------- | --------------- | --------------- | --------------- | --------------- |
| Ronald Fotofili | 100 m piani | 11.19       | 8º          | Non qualificato | Non qualificato | Non qualificato | Non qualificato | Non qualificato | Non qualificato |

## Nuoto
| Atleta      | Gara                        | Batterie | Batterie | Semifinali      | Semifinali      | Finale          | Finale          |
| Atleta      | Gara                        | Tempo    | Pos.     | Tempo           | Pos.            | Tempo           | Pos.            |
| ----------- | --------------------------- | -------- | -------- | --------------- | --------------- | --------------- | --------------- |
| Amini Fonua | 100 m rana maschili         | DSQ      | DSQ      | Non qualificato | Non qualificato | Non qualificato | Non qualificato |
| Noelani Day | 50 m stile libero femminili | 29"06    | 63ª      | Non qualificata | Non qualificata | Non qualificata | Non qualificata |

## Sollevamento pesi
| Atleta          | Evento | Strappo   | Strappo    | Slancio   | Slancio    | Totale | Classifica |
| Atleta          | Evento | Risultato | Classifica | Risultato | Classifica | Totale | Classifica |
| --------------- | ------ | --------- | ---------- | --------- | ---------- | ------ | ---------- |
| Kuinini Manumua | +87 kg | 103       | 8º         | 125       | 9º         | 228    | 8º         |

## Taekwondo
| Atleta          | Evento | Ottavi                  | Quarti               | Semifinale           | Ripescaggio Turno 1      | Ripescaggio Turno 2  | Finale               | Classifica |
| Atleta          | Evento | Avversario Risultato    | Avversario Risultato | Avversario Risultato | Avversario Risultato     | Avversario Risultato | Avversario Risultato | Classifica |
| --------------- | ------ | ----------------------- | -------------------- | -------------------- | ------------------------ | -------------------- | -------------------- | ---------- |
| Pita Taufatofua | +80 kg | V. Larin (ROC) P (3-24) | N.D.                 | N.D.                 | Trajkovič (SLO) P (1-22) | Non qualificato      | Non qualificato      | 7º         |

Femminile
| Atleta       | Evento | Ottavi                  | Quarti               | Semifinale           | Ripescaggio Turno 1     | Ripescaggio Turno 2  | Finale               | Classifica |
| Atleta       | Evento | Avversario Risultato    | Avversario Risultato | Avversario Risultato | Avversario Risultato    | Avversario Risultato | Avversario Risultato | Classifica |
| ------------ | ------ | ----------------------- | -------------------- | -------------------- | ----------------------- | -------------------- | -------------------- | ---------- |
| Malia Paseka | -67 kg | L. Williams (GBR) P RSC | N.D.                 | N.D.                 | H. Malak (EGY) P (0-19) | Non qualificata      | Non qualificata      | 7ª         |